# Aleksander Petrovič Tesljev
Aleksander Petrovič Tesljev (rusko Александр Петрович Теслев; nemško Alexander Amatus Thesleff), ruski general baltsko-nemškega rodu, * 15. november 1778, † 1847.
Bil je eden izmed pomembnejših generalov, ki so se borili med Napoleonovo invazijo na Rusijo; posledično je bil njegov portret dodan v Vojaško galerijo Zimskega dvorca.

## Življenje
21. februarja 1783 je kot desetnik vstopil Nevski pehotni polk in 17. julija 1797 je bil premeščen v oskrbovalno službo; 17. novembra istega leta je bil povišan v zastavnika. 
Med svojim manadatom je uvedel astronomska in druga znanstvena predavanja za oskrbovalne častnike. Leta 1805 je bil poslan v rusko veleposlaništvo na Kitajskem, kjer je hodil tudi v pekinški observatorij. 
Udeležil se je vojne četrte koalicije in rusko-švedske vojne (1808-09). Leta 1810 je bil poslan na Alandske otoke, kjer je gradil fortifikacije. Naslednje leto je izdeloval atlas dela Sibirije in Kitajske Mongolije. 
Med patriotsko vojno se je izkazal, tako da je bil povišan v polkovnika in 20. februarja 1814 še v generalmajorja. 
6. aprila 1819 je postal šef 21. pehotne divizije in 27. aprila 1820 je postal poveljnik 23. pehotne divizije. 
Leta 1815 je postal načelnik štaba 1. pehotnega korpusa. 22. avgusta 1826 je bil povišan v generalporočnika. 
18. januarja 1831 je postal šef 2. pehotne divizije. 25. februarja 1833 je postal asistent generalnega guvernerja Finske. 1. julija 1841 je bil povišan v generala pehote. 